# ادیسون لوئیز دوس سانتوس
ادیسون لوئیز دوس سانتوس (به پرتغالی: Edison Luiz dos Santos) مهاجم اهل برزیل است که در شهر اوزاسکو و در تاریخ ۹ دسامبر ۱۹۸۵ به دنیا آمده‌است.
ادیسون لوئیز دوس سانتوس در تیم‌های فوتبال Rio Preto (SP) سابقهٔ حضور دارد.